# Lethal Weapon (Fernsehserie)
Lethal Weapon (englisch für tödliche Waffe) ist eine US-amerikanische Fernsehserie, die am 21. September 2016 ihre Premiere beim Sender Fox feierte und auf der Basis des gleichnamigen Films von Shane Black aufbaut. Aufgrund guter Einschaltquoten wurde die ursprüngliche Serienbestellung am 12. Oktober 2016 von 13 auf 18 Episoden ausgeweitet.
Die deutschsprachige Erstausstrahlung war zunächst ab Januar 2017 beim Sender ProSieben geplant, wurde dann aber auf unbestimmte Zeit verschoben. Später wurde bekanntgegeben, dass eine Ausstrahlung in Deutschland nun beim Schwestersender Sat.1 ab dem 6. Februar 2017 stattfinden werde. Zuvor war die Serie bereits seit dem 3. Januar 2017 bei 3+ in der Schweiz und seit dem 9. Januar 2017 bei ORF eins in Österreich zu sehen.
Im Februar 2017 wurde bekannt, dass Fox die Serie um eine zweite Staffel verlängert hat. Deren Ausstrahlung fand ab dem 26. September 2017 in den USA statt. Im deutschen Free-TV wurde die zweite Staffel ab dem 5. Februar 2018 von Sat.1 gezeigt.
Im Mai 2018 wurde die Serie um eine dritte Staffel verlängert, in der Clayne Crawford nicht mehr dabei war. Als sein Nachfolger wurde Seann William Scott in einer neuen Rolle verpflichtet.
Im Mai 2019 wurde die Serie nach drei Staffeln von FOX abgesetzt.

## Handlung
In der Serie geht es um den ehemaligen US-Navy-SEALs-Soldaten Martin Riggs, der, durch die Tatsache, dass er seine Familie vor kurzem verloren hat, unter einer Art Burnout-Syndrom leidet. Um ein neues Leben anfangen zu können, zieht er von Texas nach Los Angeles und beginnt beim Los Angeles Police Department als Polizist zu arbeiten. Er bekommt einen neuen Partner namens Roger Murtaugh, der seinem Partner allerdings mehr als skeptisch gegenübersteht. Beide haben Probleme damit, dem jeweils anderen zu vertrauen, da beide doch sehr unterschiedliche Persönlichkeiten sind und gewisse Situationen unterschiedlich angehen. Da beide sich innerhalb ihrer Ermittlungen immer wieder in Situationen befinden, in denen ihr Leben in Gefahr ist und auf die Hilfe des jeweils anderen angewiesen sind, entsteht nach und nach eine Art Freundschaft und Vertrauen. 
Nachdem Martin Riggs am Ende der zweiten Staffel erschossen worden ist, bekommt Murtaugh zu Beginn der dritten Staffel Wesley Cole als neuen Partner an die Seite gestellt.

## Besetzung
Die deutschsprachige Synchronisation entstand unter der Dialogregie von Oliver Schwiegershausen bei der Synchronfirma Arena Synchron in Berlin.
Hauptbesetzung
| Rollenname                | Schauspieler        | Staffel | Episode   | Synchronsprecher  |
| ------------------------- | ------------------- | ------- | --------- | ----------------- |
| Roger Mayfield Murtaugh   | Damon Wayans        | 1–3     | 1.01–3.15 | Oliver Mink       |
| Martin Riggs              | Clayne Crawford     | 1–2     | 1.01–2.22 | Simon Jäger       |
| Dr. Maureen Cahill        | Jordana Brewster    | 1–3     | 1.01–3.02 | Ranja Bonalana    |
| Patricia "Trish" Murtaugh | Keesha Sharp        | 1–3     | 1.01–3.15 | Katrin Fröhlich   |
| Captain Brooks Avery      | Kevin Rahm          | 1–3     | 1.01–3.15 | Viktor Neumann    |
| Roger „RJ“ Murtaugh Jr.   | Dante Brown         | 1–3     | 1.01–3.15 | David Kunze       |
| Riana Murtaugh            | Chandler Kinney     | 1–3     | 1.01–3.15 | Sarah Tkotsch     |
| Bernard "Scorsese"        | Johnathan Fernandez | 1–3     | 1.01–3.15 | Tim Knauer        |
| Sonya Bailey              | Michelle Mitchenor  | 1–3     | 1.01–3.15 | Julia Kaufmann    |
| Zach Bowman               | Andrew Creer        | 2       | 2.03–2.22 | Jeremias Koschorz |
| Wesley Cole               | Seann William Scott | 3       | 3.01–3.15 | Björn Schalla     |

## Episodenliste

### Staffel 1
| Nr. (ges.) | Nr. (St.) | Deutscher Titel      | Originaltitel               | Erstausstrahlung USA | Deutschsprachige Erstausstrahlung (CH/A) | Regie           | Drehbuch                                    | Zuschauer (USA) |
| ---------- | --------- | -------------------- | --------------------------- | -------------------- | ---------------------------------------- | --------------- | ------------------------------------------- | --------------- |
| 1          | 1         | Neu in der Stadt     | Pilot                       | 21. Sep. 2016        | 3. Jan. 2017                             | McG             | Matt Miller Idee: Matt Miller & Shane Black | 7,93 Mio.       |
| 2          | 2         | Fish & Chips         | Surf N Turf                 | 28. Sep. 2016        | 10. Jan. 2017                            | McG             | Matt Miller                                 | 7,23 Mio.       |
| 3          | 3         | Mein Plan, dein Plan | Best Buds                   | 5. Okt. 2016         | 18. Jan. 2017                            | Steve Boyum     | Gene Hong                                   | 6,62 Mio.       |
| 4          | 4         | Alte Wurzeln         | There Goes the Neighborhood | 12. Okt. 2016        | 25. Jan. 2017                            | Jason Ensler    | Adele Lim                                   | 6,84 Mio.       |
| 5          | 5         | Veteranen            | Spilt Milk                  | 19. Okt. 2016        | 1. Feb. 2017                             | Larry Teng      | Seamus Kevin Fahey                          | 6,66 Mio.       |
| 6          | 6         | Familienbande        | Ties That Bind              | 9. Nov. 2016         | 6. Feb. 2017                             | Antonio Negret  | Erik Mountain                               | 7,02 Mio.       |
| 7          | 7         | Peso Broker          | Fashion Police              | 16. Nov. 2016        | 13. Feb. 2017                            | Rob Seidenglanz | Kyle Warren                                 | 6,60 Mio.       |
| 8          | 8         | Motorradfreaks       | Can I Get a Witness?        | 30. Nov. 2016        | 13. Feb. 2017                            | Jason Ensler    | Amanda Green                                | 6,43 Mio.       |
| 9          | 9         | Unfälle passieren    | Jingle Bell Glock           | 7. Dez. 2016         | 20. Feb. 2017                            | Steve Boyum     | Joe Smith                                   | 6,26 Mio.       |
| 10         | 10        | Tödliche Eulen       | Homebodies                  | 4. Jan. 2017         | 20. Feb. 2017                            | Michael Fields  | Alex Taub                                   | 6,21 Mio.       |
| 11         | 11        | Texas Ranger         | Lawmen                      | 11. Jan. 2017        | 5. Apr. 2017                             | Sylvain White   | Andy Callahan                               | 6,48 Mio.       |
| 12         | 12        | Bruderliebe          | Brotherly Love              | 18. Jan. 2017        | 12. Apr. 2017                            | Uta Briesewitz  | Stacy A. Littlejohn                         | 6,29 Mio.       |
| 13         | 13        | Beichtgeheimnis      | The Seal is Broken          | 25. Jan. 2017        | 19. Apr. 2017                            | Nathan Hope     | Adele Lim & Gene Hong                       | 6,28 Mio.       |
| 14         | 14        | Die Akte Murtaugh    | The Murtaugh File           | 8. Feb. 2017         | 26. Apr. 2017                            | Matt Barber     | Seamus Kevin Fahey                          | 6,25 Mio.       |
| 15         | 15        | Getz ist dein Netz   | As Good As It Getz          | 15. Feb. 2017        | 3. Mai 2017                              | Nick Copus      | Rob Wright                                  | 6,37 Mio.       |
| 16         | 16        | Harte Bandagen       | Unnecessary Roughness       | 22. Feb. 2017        | 10. Mai 2017                             | Bethany Rooney  | Laura Putney & Margaret Easley              | 6,26 Mio.       |
| 17         | 17        | Maria und das Kind   | A Problem Like Maria        | 8. März 2017         | 17. Mai 2017                             | Rob Bailey      | Alex Taub                                   | 5,93 Mio.       |
| 18         | 18        | Der Arm des Kartells | Commencement                | 15. März 2017        | 24. Mai 2017                             | Steve Boyum     | Matt Miller & Kyle Warren                   | 6,02 Mio.       |

### Staffel 2
| Nr. (ges.) | Nr. (St.) | Deutscher Titel         | Originaltitel                   | Erstausstrahlung USA | Deutschsprachige Erstausstrahlung (CH/D) | Regie                      | Drehbuch                             | Zuschauer (USA) |
| ---------- | --------- | ----------------------- | ------------------------------- | -------------------- | ---------------------------------------- | -------------------------- | ------------------------------------ | --------------- |
| 19         | 1         | El Gringo Loco          | El Gringo Loco                  | 26. Sep. 2017        | 17. Jan. 2018                            | Steve Boyum                | Matt Miller & Kyle Warren            | 4,37 Mio.       |
| 20         | 2         | Die Taskforce           | Dancing in September            | 3. Okt. 2017         | 24. Jan. 2018                            | Rob Bailey                 | Alex Taub                            | 4,10 Mio.       |
| 21         | 3         | Echt kompliziert        | Born to Run                     | 10. Okt. 2017        | 31. Jan. 2018                            | Nathan Hope                | Stacy A. Littlejohn                  | 3,89 Mio.       |
| 22         | 4         | Vater des Jahres        | Flight Risk                     | 17. Okt. 2017        | 7. Feb. 2018                             | Omar Madha                 | Seamus Kevin Fahey                   | 3,79 Mio.       |
| 23         | 5         | Alles auf Sieg          | Let It Ride                     | 7. Nov. 2017         | 14. Feb. 2018                            | Eric Laneuville            | Rob Wright                           | 4,06 Mio.       |
| 24         | 6         | Volle Dröhnung          | Gold Rush                       | 14. Nov. 2017        | 21. Feb. 2018                            | Steve Boyum                | Terence Paul Winter                  | 3,84 Mio.       |
| 25         | 7         | Schräge Vögel           | Birdwatching                    | 21. Nov. 2017        | 28. Feb. 2018                            | Salli Richardson-Whitfield | Elizabeth Davis Beall                | 3,86 Mio.       |
| 26         | 8         | Aufgegabelt             | Fork-Getta-Bout-It              | 28. Nov. 2017        | 7. März 2018                             | Matt Barber                | Michael C. Martin & Joe Smith        | 4,89 Mio.       |
| 27         | 9         | Elvis lebt              | Fools Rush In                   | 5. Dez. 2017         | 13. März 2018                            | Eric Laneuville            | Kyle Warren & Eileen Jones           | 4,50 Mio.       |
| 28         | 10        | Stille kracht           | Wreck the Halls                 | 12. Dez. 2017        | 27. März 2018                            | Steve Boyum                | Katie Varney                         | 4,08 Mio.       |
| 29         | 11        | Blütenregen             | Funny Money                     | 2. Jan. 2018         | 3. Apr. 2018                             | Nathan Hope                | Alex Taub                            | 4,55 Mio.       |
| 30         | 12        | Dreck aufwühlen         | Diggin’ Up Dirt                 | 9. Jan. 2018         | 25. Apr. 2018                            | Maja Vrvilo                | Seamus Kevin Fahey & Joe Smith       | 4,26 Mio.       |
| 31         | 13        | Besser leben mit Chemie | Better Living Through Chemistry | 16. Jan. 2018        | 2. Mai 2018                              | Rob Bailey                 | Zev Borow                            | 5,03 Mio.       |
| 32         | 14        | Die Doppelbaileys       | Double Shot of Baileys          | 23. Jan. 2018        | 9. Mai 2018                              | John Behring               | Stacy A. Littlejohn                  | 4,55 Mio.       |
| 33         | 15        | Unbequeme Wahrheit      | An Inconvenient Ruth            | 6. Feb. 2018         | 16. Mai 2018                             | Larry Teng                 | Kyle Warren                          | 4,35 Mio.       |
| 34         | 16        | Die Kunst des Krieges   | Ruthless                        | 27. Feb. 2018        | 23. Mai 2018                             | Silver Tree                | Carlos Jacott                        | 4,13 Mio.       |
| 35         | 17        | Männerwirtschaft        | The Odd Couple                  | 6. März 2018         | 30. Mai 2018                             | Larry Teng                 | Elizabeth Davis Beall & Eileen Jones | 4,00 Mio.       |
| 36         | 18        | Roger und sein Wal      | Frankie Comes To Hollywood      | 10. Apr. 2018        | 6. Juni 2018                             | John Behring               | David Fury                           | 4,14 Mio.       |
| 37         | 19        | Wer der Braut traut     | Leo Getz Hitched                | 17. Apr. 2018        | 13. Juni 2018                            | Nick Copus                 | Rob Wright                           | 3,59 Mio.       |
| 38         | 20        | Tödliche Diamanten      | Jesse’s Girl                    | 24. Apr. 2018        | 20. Juni 2018                            | Clayne Crawford            | Seamus Kevin Fahey & Joe Smith       | 4,28 Mio.       |
| 39         | 21        | Blut ist dicker         | Family Ties                     | 1. Mai 2018          | 26. Juni 2018                            | Nick Copus                 | Alex Taub                            | 3,09 Mio.       |
| 40         | 22        | Der letzte Tag          | One Day More                    | 8. Mai 2018          | 2. Juli 2018                             | Steve Boyum                | Matt Miller & Katie Varney           | 3,15 Mio.       |

### Staffel 3
| Nr. (ges.) | Nr. (St.) | Deutscher Titel            | Originaltitel         | Erstausstrahlung USA | Deutschsprachige Erstausstrahlung (CH) | Regie             | Drehbuch                    | Zuschauer (USA) |
| ---------- | --------- | -------------------------- | --------------------- | -------------------- | -------------------------------------- | ----------------- | --------------------------- | --------------- |
| 41         | 1         | Im selben Boot             | In the Same Boat      | 25. Sep. 2018        | 24. Apr. 2019                          | Nick Copus        | Matt Miller & Joe Smith     | 3,43 Mio.       |
| 42         | 2         | Offene Türen               | Need to Know          | 2. Okt. 2018         | 1. Mai 2019                            | Claudia Yarmy     | Alex Taub                   | 3,15 Mio.       |
| 43         | 3         | Glücksspiel                | A Whole Lotto Trouble | 9. Okt. 2018         | 8. Mai 2019                            | Steve Boyum       | Kyle Warren                 | 2,94 Mio.       |
| 44         | 4         | Leos Podcast               | Leo Getz Justice      | 16. Okt. 2018        | 15. Mai 2019                           | Nick Copus        | Ariana Jackson              | 2,86 Mio.       |
| 45         | 5         | Kunstraub                  | Get The Picture       | 30. Okt. 2018        | 22. Mai 2019                           | Rob Bailey        | Bill Callahan               | 2,67 Mio.       |
| 46         | 6         | Panama                     | Panama                | 6. Nov. 2018         | 29. Mai 2019                           | Keesha Sharp      | Seamus Kevin Fahey          | 3,03 Mio.       |
| 47         | 7         | Bali                       | Bali                  | 6. Nov. 2018         | 5. Juni 2019                           | Rob Bailey        | Katie Varney & Eileen Jones | 2,79 Mio.       |
| 48         | 8         | Antrag auf Eis             | What the Puck         | 27. Nov. 2018        | 11. Juni 2019                          | April Mullen      | Norman Morrill              | 3,00 Mio.       |
| 49         | 9         | Böse Weihnachtsmänner      | Bad Santas            | 4. Dez. 2018         | 18. Juni 2019                          | John Behring      | Alex Taub                   | 2,89 Mio.       |
| 50         | 10        | Mister Verlässlich         | There Will Be Bud     | 1. Jan. 2019         | 27. Juni 2019                          | Nathan Hope       | Bill Callahan               | 3,38 Mio.       |
| 51         | 11        | M für Murtaugh             | Dial M For Murtaugh   | 9. Jan. 2019         | 3. Juli 2019                           | Jay Chandrasekhar | Kyle Warren                 | 3,23 Mio.       |
| 52         | 12        | The Roger und ich          | The Roger And Me      | 15. Jan. 2019        | 10. Juli 2019                          | Eric Laneuville   | Ariana Jackson & Joe Smith  | 3,07 Mio.       |
| 53         | 13        | Coyote Ugly                | Coyote Ugly           | 12. Feb. 2019        | 17. Juli 2019                          | Matt Barber       | Seamus Kevin Fahey          | 3,11 Mio.       |
| 54         | 14        | Feiglingsspiel             | A Game of Chicken     | 19. Feb. 2019        | 24. Juli 2019                          | Eric Laneuville   | Alex Taub & Felicia Hilario | 3,24 Mio.       |
| 55         | 15        | Der Spion, der mich liebte | The Spy Who Loved Me  | 26. Feb. 2019        | 31. Juli 2019                          | Nick Copus        | Matt Miller & Eileen Jones  | 3,07 Mio.       |